# الحملة الدولية لمنع الألغام الأرضية

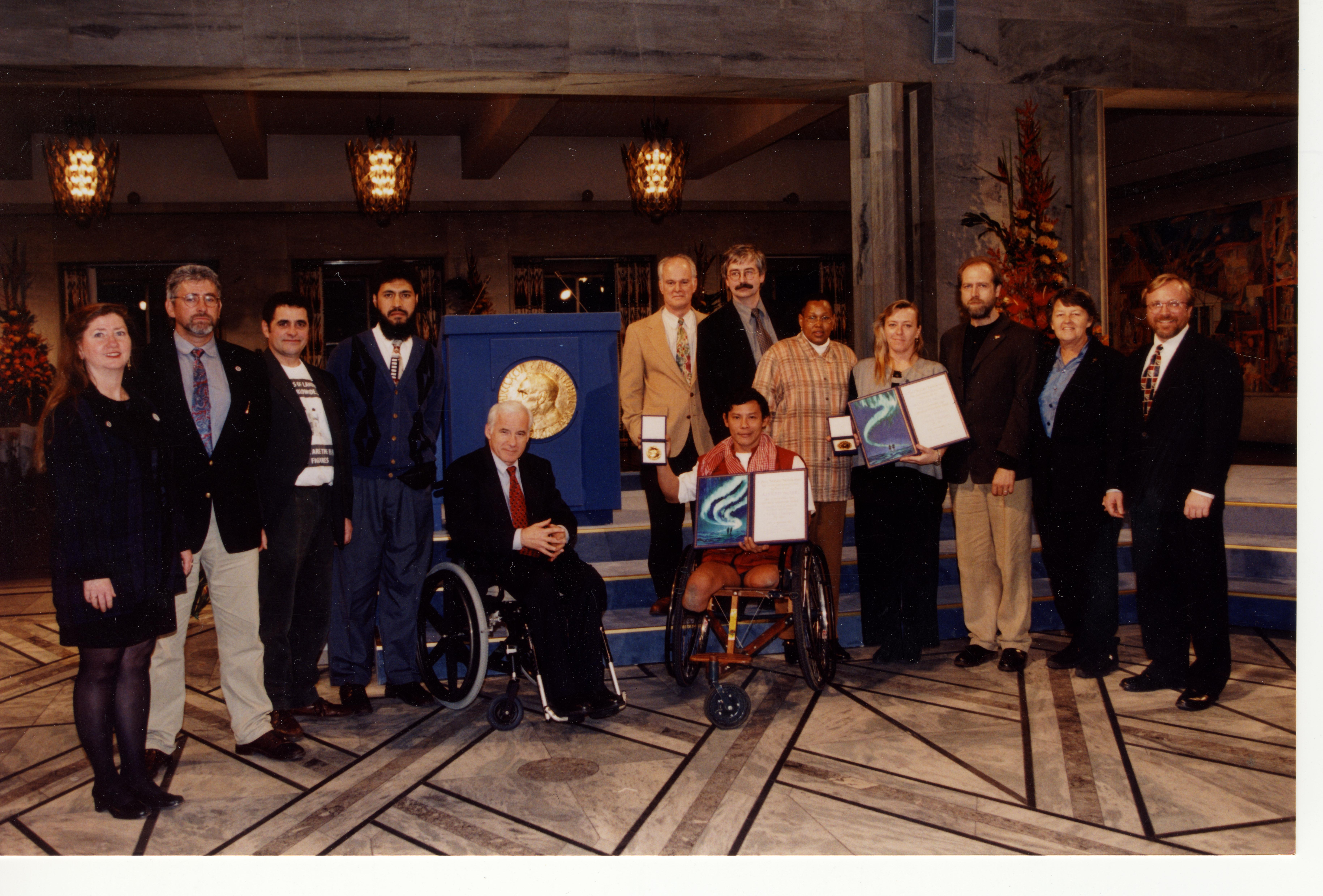
الحملة التي حصلت على جائزة نوبل للسلام عام 1997

الحملة الدولية لمنع الألغام الأرضية هي منظمة غير حكومية تأسست سنة 1992 من قبل جودي ويليامز ومتكونة من عدة منظمات غير حكومية. تهدف المنظمة إلى منع الألغام على المستوى الدولي. من أعضائها نجد هيومان رايتس واتش. حصلت المنظمة على جائزة نوبل للسلام سنة 1997 مناصفة مع منشأتها جودي ويليامز لجهودهما في منع الألغام.

## وصلة خارجية
- موقع المنظمة